# Dorcopsis luctuosa
Il dorcopside grigio (Dorcopsis luctuosa D'Albertis, 1874) è una specie di marsupiale della famiglia dei Macropodidi. È diffuso nei bassopiani della Nuova Guinea meridionale e sud-orientale (Indonesia e Papua Nuova Guinea), tranne che nelle aree più elevate. Vive nelle foreste pluviali, dal livello del mare fino a 400 m d'altitudine. Purtroppo, il suo areale si va assottigliando sempre più a causa della deforestazione; inoltre viene cacciato per la carne dalle popolazioni locali.

## Tassonomia
Se ne riconoscono due sottospecie:
- D. l. luctuosa
- D. l. phyllis